# Fireflies in the North
Pour plus de détails, voir Fiche technique et Distribution.
Fireflies in the North (北の螢, Kita no hotaru) est un film japonais réalisé par Hideo Gosha, sorti en 1984.

## Synopsis
Situé dans le désert glacial d'Hokkaido pendant les premiers jours de l'ère Meiji, où le directeur brutal de la prison de Kabato terrorise les condamnés aux travaux forcés pour construire les routes nécessaires à l'ouverture du territoire.

## Fiche technique
- Titre : Fireflies in the North
- Titre original : 北の螢 (Kita no hotaru?)
- Réalisation : Hideo Gosha
- Scénario : Kōji Takada
- Production : Tan Takaiwa
- Musique : Masaru Satō
- Photographie : Fujio Morita
- Société de production : Tōei
- Pays de production :  Japon
- Langue originale : japonais
- Genre : drame, film historique
- Durée : 125 minutes
- Dates de sortie : 
  - Japon : 1er septembre 1984[2]

## Distribution
- Tatsuya Nakadai : Takeshi Tsukigata
- Shima Iwashita : Yu Nakamura
- Mari Natsuki : Suma
- Isao Natsuyagi : Kakumu
- Kōichi Satō : Yakichi
- Kunihiko Mitamura : Denji Masaki
- Hiroshi Miyauchi : Unno
- Reiko Nakamura : Hamagiku
- Shunsuke Kariya : Tsuyoshi
- Naruse Tadashi : Nakajima Senkichi
- Yoshio Inaba : Besho Ken
- Daisuke Ryū : Nagakura Shinpachi
- Asao Koike : Yuhara Tadayoshi
- Tetsurō Tanba : Ishikura
- Mikio Narita : Kanbei kido
- Shigeru Tsuyuguchi : Kōnoshin Oga